# Malik Fathi
 (août 2025).
Si vous disposez d'ouvrages ou d'articles de référence ou si vous connaissez des sites web de qualité traitant du thème abordé ici, merci de compléter l'article en donnant les références utiles à sa vérifiabilité et en les liant à la section « Notes et références ».
Malik Fathi est un footballeur international allemand né le 29 octobre 1983 à Berlin, d'un père turc et d'une mère allemande.

## Biographie
Avant de commencer sa carrière de footballeur professionnel, il joue au Hertha Zehlendorf Berlin et au Tennis Borussia Berlin. Également, il pratique le basket-ball pendant son temps libre.
De 2001 à 2008, il évolue au Hertha Berlin au poste de défenseur. 
En 2008, il rejoint le club russe du Spartak Moscou, avant d'être prêté au FSV Mayence 05 pour la fin de saison 2009-10, prêt reconduit pour la saison 2010-11.
Avec l'équipe nationale, il participe à la Coupe du monde des moins de 20 ans en 2003 puis à l'Euro espoirs 2006 avec l'équipe d'Allemagne espoirs. 
Il joua son premier match en équipe d'Allemagne A le 16 août 2006 lors d'un match amical contre la Suède.

## Palmarès
- Vainqueur de la Liga Pokal en 2001 et 2002 avec le Hertha Berlin
- Vainqueur de la Coupe Intertoto en 2006 avec le Hertha Berlin